# Bill O'Brien
William J. O'Brien, detto Bill (Dorchester, 23 ottobre 1969), è un allenatore di football americano statunitense che ha svolto il ruolo di capo-allenatore nella National Football League (NFL).

## Carriera
O'Brien iniziò la sua carriera da allenatore nel 1993 alla Brown University prima di trascorrere un decennio come allenatore nella ACC. I New England Patriots lo assunsero nel 2007, dove servì come allenatore dei quarterback e coordinatore offensivo fino al 2011. Nel 2012 divenne il capo allenatore della Penn State University per risollevare un programma distrutto da uno scandalo di abusi su minori che aveva coinvolto l'ex assistente allenatore Jerry Sandusky. Nella sua prima stagione guidò la squadra a un record di 8-4, venendo premiato come allenatore universitario dell'anno da ESPN.
Dopo la stagione 2012, O'Brien attrasse un significativo interesse per fare ritorno nella National Football League, sostenendo colloqui con i Philadelphia Eagles e i Cleveland Browns. Alla fine, O'Brien decise di rimanere a Penn State affermando che avrebbe mandato un cattivo messaggio se avesse deciso di andarsene dopo una sola stagione.
Il 31 dicembre 2013, fu annunciato che O'Brien sarebbe diventato il terzo capo-allenatore della storia degli Houston Texans nella stagione 2014.

## Vittorie e premi
Nessuno

## Record come capo allenatore
| Squadra | Anno   | Stagione regolare | Stagione regolare | Stagione regolare | Stagione regolare | Playoff | Playoff | Playoff                                                       |
| Squadra | Anno   | Vinte             | Perse             | Pareggiate        | Posizione         | Vinte   | Perse   | Risultato                                                     |
| ------- | ------ | ----------------- | ----------------- | ----------------- | ----------------- | ------- | ------- | ------------------------------------------------------------- |
| HOU     | 2014   | 9                 | 7                 | 0                 | 2° AFC South      | -       | -       | -                                                             |
| HOU     | 2015   | 9                 | 7                 | 0                 | 1° AFC South      | 0       | 1       | Uscito nell'AFC Wild Card Game contro i Kansas City Chiefs    |
| HOU     | 2016   | 9                 | 7                 | 0                 | 1° AFC South      | 1       | 1       | Uscito nell'AFC Divisional Game contro i New England Patriots |
| HOU     | 2017   | 4                 | 12                | 0                 | 4° AFC South      | -       | -       | -                                                             |
| HOU     | 2018   | 11                | 5                 | 0                 | 1° AFC South      | 0       | 1       | Uscito nell'AFC Wild Card Game contro gli Indianapolis Colts  |
| HOU     | 2019   | 10                | 6                 | 0                 | 1° AFC South      | 1       | 1       | Uscito nell'AFC Divisional Game contro i Kansas City Chiefs   |
| HOU     | 2020   | 0                 | 4                 | 0                 | esonerato         | -       | -       | -                                                             |
| Totale  | Totale | 52                | 48                | 0                 |                   | 2       | 4       |                                                               |